# ميرا (ممثلة)
ميرا هي ممثلة باكستانية، ولدت في 12 ديسمبر 1977 بلاهور في باكستان. من الجوائز التي نالتها جائزة نگار ‏ وفخر الأداء.

## جوائز
- جائزة نگار [الإنجليزية]‏
- فخر الأداء

## وصلات خارجية
- ميرا على موقع IMDb (الإنجليزية)